# 김다온
김다온(1985년 11월 27일 ~ )은 대한민국의 희극 배우 겸 장내아나운서이다.

## 생애
부산광역시 출신인 그녀는 2007년 연극배우 첫 데뷔한 다음 2008년 춘천MBC 신나군으로 다시 데뷔하였다.

## 방송
- 신나군 (춘천MBC)
- 똑? 똑! 키즈스쿨 (MBC)
- 코미디빅리그 (tvN)